# Alconchel de la Estrella

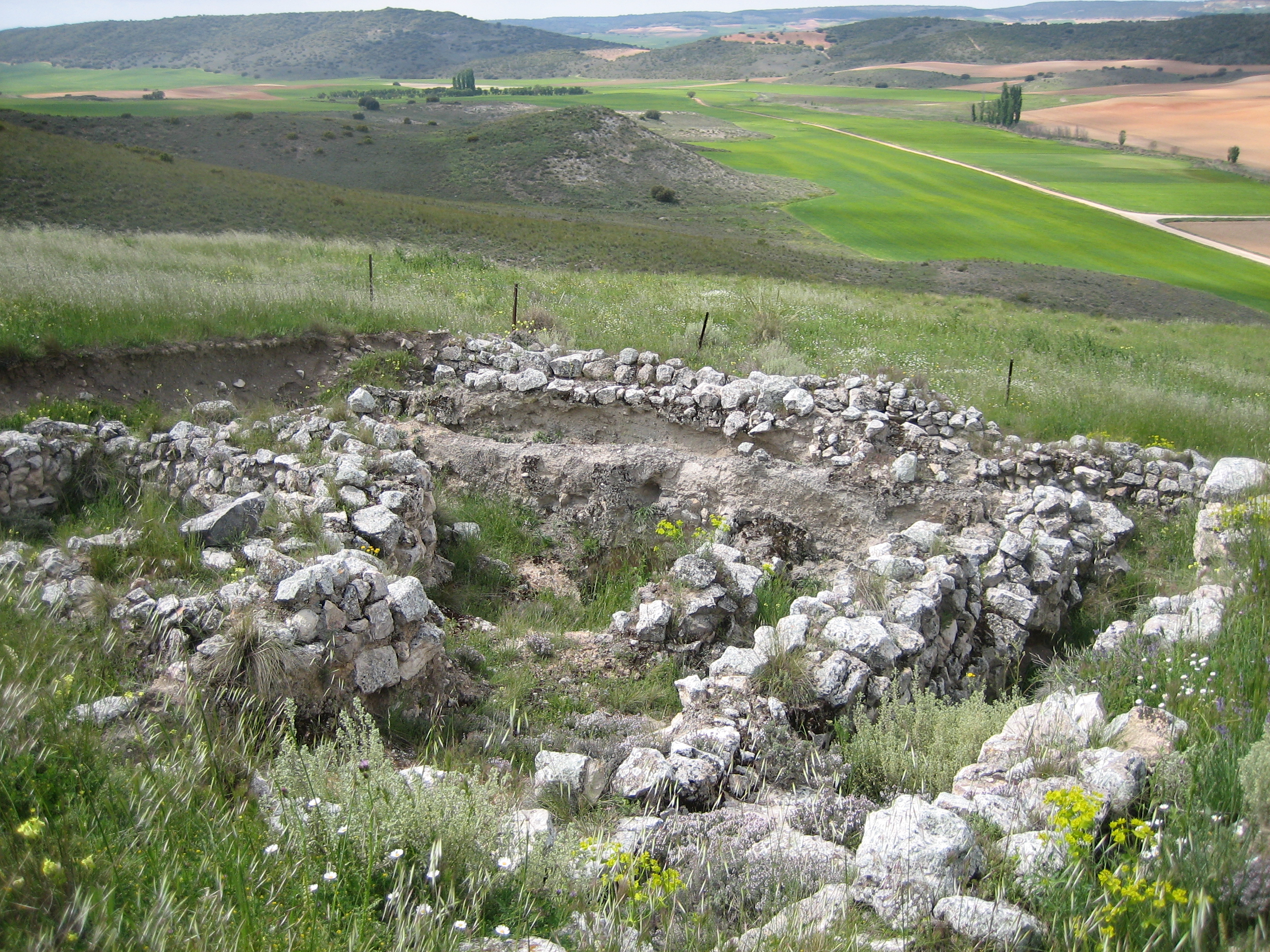
Archäologische Stätte auf dem Cerro de la Virgen de la Cuesta

Alconchel de la Estrella ist ein Dorf und eine Landgemeinde (municipio) mit nur noch 75 Einwohnern (Stand: 2024) in der Provinz Cuenca in der Autonomen Gemeinschaft Kastilien-La Mancha in Spanien.

## Lage und Klima
Der Ort Alconchel de la Estrella liegt in der nahezu ebenen Landschaft der Mancha gut 80 km (Fahrtstrecke) südwestlich der Provinzhauptstadt Cuenca in einer Höhe von ca. 850 bis 885 m; die Stadt Albacete ist ca. 120 km in südöstlicher Richtung entfernt. Das Klima ist gemäßigt bis mild; Regen (ca. 450 mm/Jahr) fällt überwiegend im Winterhalbjahr.

## Bevölkerungsentwicklung
| Jahr      | 1857 | 1900 | 1950 | 2000 | 2021 |
| Einwohner | 667  | 569  | 694  | 223  | 86   |

Die Mechanisierung der Landwirtschaft und die Aufgabe bäuerlicher Kleinbetriebe („Höfesterben“) haben seit der zweiten Hälfte des 20. Jahrhunderts zur Arbeitslosigkeit und Abwanderung der meisten Einwohner geführt („Landflucht“).

## Wirtschaft
In früheren Zeiten lebten die Einwohner als Selbstversorger von der Landwirtschaft (Ackerbau und Viehzucht). Die allgemeine Situation verbesserte sich erst mit dem Bau von Straßen nach Cuenca.

## Geschichte
Auf dem Gemeindegebiet wurden prähistorische und römische Kleinfunde gemacht. Im frühen 8. Jahrhundert kamen die Mauren, die mehr als 450 Jahre das Land beherrschten und erst gegen Ende des 12. Jahrhunderts von den christlichen Heeren Alfons’ VIII. vertrieben werden konnten (reconquista). Zu Beginn des 14. Jahrhunderts kamen Burg und Ort in den Besitz des Santiagoordens.

## Sehenswürdigkeiten
- Die am Hang eines Hügels gelegene Iglesia de Nuestra Señora de la Estrella stammt aus dem 13. Jahrhundert und ist – mit Ausnahme der Ecksteine – zur Gänze aus Bruchsteinen erbaut. Der obere Teil des Turmes war ursprünglich wohl anders geplant.[4]

Umgebung
- Eine Römerstraße (calzada romana) führte ehemals durch das Gemeindegebiet.
- Von einer ehemaligen Burg (castillo) auf dem etwa 2 km südwestlich gelegenen Cerro de la Cuesta sind nur geringe Spuren erhalten.[5]
- Die Ermita de la Cuesta befindet sich ca. 2 km südwestlich des Ortes; sie ist das Ziel einer jährlich stattfindende Prozession.
- In der Nähe befindet sich eine archäologische Stätte unbekannten Alters; überdies wurden die Reste einer Nekropole freigelegt.